# Certificato di autenticità
Il COA, o certificato di autenticità (dall'inglese Certificate of Authenticity), è un'etichetta che può essere di diverse forme e serve ad identificare un computer contenente software con licenza retail (o equivalente) oppure con licenza OEM.
Di solito questo certificato viene applicato sulla parte superiore del case, sopra l'alimentatore del computer, sulla parte rimovibile del case o nel caso di un notebook nella parte inferiore.
Su questo certificato, non vendibile separatamente dalla confezione del software per cui è valido, c'è scritto il tipo di prodotto per cui è stato rilasciato il certificato, il rispettivo seriale ed eventualmente la casa produttrice affiliata.
Da quando si è diffusa la licenza in formato elettronico (ESD), l'etichetta adesiva non esiste più o comunque è applicata solo a scopo scenografico ma non è l'elemento probante. Quindi all'incirca dal 2015 in poi il COA non è più presente, dato che il software (home o business) è raro che non sia acquistato in forma digitale.

## Mancata applicazione del certificato
Se sul PC non è presente questo tipo di certificato e si ha la certezza di aver acquistato un software è possibile richiederlo all'assemblatore o al produttore del PC (ovviamente nel caso di licenza OEM).
In caso di fruizione SaaS la licenza del prodotto fa parte del servizio e quindi non esiste come elemento a sé stante.